# Fujiwara no Korechika
Fujiwara no Korechika (藤原 伊周 (Đằng Nguyên Y Châu) 974 –14 tháng 2, 1010) là con trai thứ của Nhiếp chính Đại thần Michitaka và là một công khanh sống vào thời kỳ Heian. Mẹ ông là nữ thi sĩ Takashina no Takako, còn được biết đến với cái tên Kō-no-Naishi (Cao Nội thị) (高内侍). Em gái Teishi (Sadako) của ông được gả cho Thiên hoàng Ichijō, sau đó Korechika đã được đề bạt lên làm Nhiếp chính quan. Korechika có tham vọng cạnh tranh quyền lực với người chú của ông là Fujiwara no Michinaga cho đến khi Hoàng hậu Teishi qua đời khi sinh nở. Cuối cùng, con gái của Michinaga, tức Fujiwara no Shoshi trở thành Hoàng hậu thứ hai của Thiên hoàng Ichijō, và như vậy Michinaga đã chiến thắng Korechika trong cuộc chiến tranh giành quyền lực ở Triều đình.
Vào năm Trường Đức thứ 2 (996), Korechika và em trai Takaie đã bị lưu đày đến Dazaifu. Họ bị phe đối thủ buộc tội mưu sát Pháp hoàng Kazan và thực hiện một nghi lễ giải lời nguyền quân sự của Chân ngôn tông có tên là Đại Nguyên Tướng Pháp (Taigen no Hō) (大元帥法), một nghi thức chỉ dành riêng cho Thiên hoàng. Korechika được ân xá một năm sau đó và được phong làm Chuẩn Đại Thần (准大臣).
Korechika đôi khi được gọi là Gidō-sanshi  (Nghi Đồng Tam Ty) (儀同三司) hay Soái Nội Đại Thần (Sochi no Naidaijin) (帥内大臣).

## Sự nghiệp
- Năm Shōryaku thứ 2 (991): Được phong chức Tham nghị (参議)
- Năm Shōryaku thứ 3 (992): Được thăng chức làm Quyền Trung Nạp ngôn (権 中 納 言)
- Năm Shōryaku thứ 3 (992): Phong làm Quyền Đại Nạp ngôn (権 大 納 言)
- Ngày 28 tháng 8 năm Shōryaku thứ 5, (994): Được phong làm Nội đại thần (内 大臣)
- Ngày 24 tháng 4 năm Chōtoku thứ 2, (996): Bị lưu đày đến Dazaifu.
- Ngày 5 tháng 4 năm Chōtoku thứ 3, (997): Được ân xá và được phép trở lại kinh đô Heian
- Ngày 16 tháng 1 năm Kankō thứ 5, (1008): Được phong làm Chuẩn Đại thần (准 大臣)
- ngày 28 tháng 1 năm Kankō thứ 7, (tức ngày 14 tháng 2 năm 1010): Ông qua đời, hưởng dương 37 tuổi.

## Gia quyến
Ông đã kết hôn với con gái của Quyền Đại nạp ngôn Minamoto no Shigemitsu (源 重光の娘).
Họ có ba người con:
- Fujiwara no Michimasa (Đạo Nhã) (道雅) ( hay Ara-sammi, (Hoang Tam Vị) 荒 三位) (992-1054, được nhắc đến với danh hiệu Tả Kinh Đại phu (左京大夫)
- Một con gái kết hôn với Fujiwara no Yorimune (con trai của Fujiwara no Michinaga )
- Chikako (Châu Tử) (周子), nữ quan của Hoàng hậu Shōshi, phi tần của Thiên hoàng Ichijō, về sau kết hôn với Fujiwara no Yoshiyori.